# Damian Krupa
Damian Krupa (ur. 7 sierpnia 1991) – polski lekkoatleta, specjalizujący się w biegu na 400 metrów przez płotki.
Zawodnik klubów: Agros Żary (2006-2010), SL Olimpia Poznań (2011-2013). Mistrz Polski w biegu na 400 metrów przez płotki (2013). Ponadto m.in. młodzieżowy mistrz Polski (2013), młodzieżowy wicemistrz Polski (2012) oraz brązowy medalista młodzieżowych mistrzostw Polski (2011) na tym dystansie. Młodzieżowy wicemistrz Polski w biegu na 400 metrów (2013). Uczestnik młodzieżowych mistrzostw Europy (2013).
Rekordy życiowe: 400 metrów - 47,19 (2013), 400 metrów przez płotki - 51,02 (2013).